# Llengües Central Delta
Les llengües Central Delta és una subfamília lingüística de les llengües del riu Cross, que són de la família de llengües Benué-Congo.
Les llengües Central Delta són parlades als estats de Rivers i de Bayelsa. La seva llengua amb més parlants és l'ogbia, que té més de 200.000 parlants.

## Classificació
La classificació interna del grup difereix segons l'autor, tot i que es considera que les llengües Central Delta són: l'abua, l'odual, el kugbo, l'abureni, l'obulom, l'o'chi'chi' (extingida), l'ogbia, l'ogbogolo i l'ogbronuagum.

## Comparació lèxica
Els numerals per a diferents llengües del riu Cross Central són:
| GLOSA | Abua   | Odual  | Ogbia         | Ogbro- nuagum | PROTO- CROSS Cen. |
| ----- | ------ | ------ | ------------- | ------------- | ----------------- |
| '1'   | ònîːn  | oɲíːn  | onin          | òníní         | *o-nin *<-ɗin     |
| '2'   | ɪ̀yàl   | ɪ́záːl  | ɛwal          | ɪ̀yàːlʊ̀        | *-waːl            |
| '3'   | ɪ̀ráːr  | ɪ́ráːr  | ɛsar          | nɪ̀ːrà         | *-taːr            |
| '4'   | ɪ̀ɲà    | ɪ́ɲə́ː   | iɲə           | ɪ̀ːɲɔ̀          | *-na(i)           |
| '5'   | òːɣ    | ə́əːɣ   | ɔwʊ           | ɲòːwò         | *-woʔ <(*-gbo?)   |
| '6'   | òdiːɲ  | ódíːǹ  | odin          | nòdì          | *oɗ+diːn          |
| '7'   | òɗùal  | óɗúə́ːl | oɗuən         | nùɗyòù        | *oɗ+wal           |
| '8'   | òβàːɲâ | aβɪɲá  | ɛɲa~ ɛβɪβɪɛɲa | nɔ́ɓɛ́nâ        | *-ba-i-na(i)      |
| '9'   | ésúɣá  | ésúɣó  | ɛsuwo         | nèsùò         | *-suwo            |
| '10'  | ɗɪ̀oβ   | ɗɪ́ə́ːβ  | iɗioβ         | kúɗyòù        | *-ɗi-oβ           |